# Женский лицей Эренкёй
Женский лицей Эренкёй (тур. Erenköy Kız Anadolu Lisesi) — женский лицей, расположенный в квартале Эренкёй стамбульского района Кадыкёй. Созданный ещё в период существования Османской империи, в 1911 году, этот лицей является старейшим сохранившимся женским лицеем в Турции и единственным женским лицеем в Стамбуле

## История
Женский лицей Эренкёй был открыт в 1911 году в особняке Немизаде Зихни-Бея в стамбульском квартале Кабасакал. Позднее лицей был переименован женский модельный лицей (тур. Kız Numune Mektebi) и переехал в особняк Рыдван-Паши. В 1916 году лицей получил своё современное название. Позднее лицей переехал в здание, купленное министерством образования за 7,5 тысяч золотых монет. Общежитие лицея расположено в бывшем особняке Хаджи Хюсейна-Паши, его последним владельцем была Хатидже-султан.
После пожара 22 февраля 1945 года, уничтожившего здание лицея, некоторое время занятия приходилось проводить в нескольких других зданиях. В 1954-55 академическом году лицей переехал в своё нынешнее здание. С 1990 года в лицей не принимают учеников с проживанием. Современный женский лицей Эренкёй относится к «анатолийским» лицеям — учебным заведениям, преподавание в которых ведётся на иностранном (то есть не турецком) языке, обучение ведётся с обширным использованием информационных технологий, а количество учеников ограничено.
Многие выпускницы лицея достигли значительных карьерных высот. В 1979 года в лицей на короткое стали принимать мальчиков, но через полтора академических года это решение было отменено.